# Robert Weber (astronom)
| Odkryte planetoidy: 8 | Odkryte planetoidy: 8 |
| --------------------- | --------------------- |
| (8409) Valentaugustus | 28 listopada 1995     |
| (11602) Miryang       | 28 września 1995      |
| (12005) Delgiudice    | 19 maja 1995          |
| (23612) Ramzel        | 22 stycznia 1996      |
| (26906) Rubidia       | 22 stycznia 1996      |
| (37687) Chunghikoh    | 30 sierpnia 1995      |
| (39645) Davelharris   | 31 sierpnia 1995      |
| (285178) 1996 OZ      | 18 lipca 1996         |

Robert Weber (ur. 1926, zm. 2008) – amerykański fizyk i astronom. Przez 34 lata pracował w MIT Lincoln Laboratory. Był współtwórcą projektu poszukiwania planetoid LINEAR. Odkrył 8 planetoid. Planetoida (6181) Bobweber została nazwana w uznaniu jego zasług.